# جيفري أوبين
جيفري أوبين (بالسويدية: Jeffrey Aubynn) مواليد 12 مايو 1977 في غوتنبرغ، هو لاعب كرة قدم سويدي. يلعب كلاعب وسط.

## المسيرة الاحترافية

### أندية لعب لها
- أورغريتي
- آرهوس جمناستيك فورينينغ
- نادي أوليسوند
- نادي مالمو

## روابط خارجية
- جيفري أوبين على موقع اتحاد النرويج (النرويجية)
- جيفري أوبين على موقع اتحاد السويد (السويدية)
- جيفري أوبين على موقع قاعدة بيانات كرة القدم.إي يو (الإنجليزية)
- جيفري أوبين على موقع ناشيونال فوتبول تيمز (الإنجليزية)
- جيفري أوبين على موقع Soccerway.com (الإنجليزية)
- جيفري أوبين على موقع عالم كرة القدم.نت (الإنجليزية)